# Las Portelas
Las Portelas  es una de las entidades de población que conforman el municipio de Buenavista del Norte, en la isla de Tenerife —Canarias, España—.

## Geografía
Está situado en el valle de El Palmar en el macizo de Teno a nueve kilómetros del casco urbano de Buenavista del Norte. Alcanza una altitud media de 918 m s. n. m.
Está formado por los núcleos de Las Portelas y de Las Lagunetas. Cuenta con una iglesia y una ermita, un centro de educación infantil y primaria, un centro cultural y otro sociocultural, una biblioteca, una cancha deportiva, un tanatorio, varias plazas públicas y parques infantiles.
Toda la superficie de la localidad se encuentra dentro del parque rural de Teno.

## Demografía
| Año        | 2000 | 2005 | 2010 | 2015 | 2020 |
| ---------- | ---- | ---- | ---- | ---- | ---- |
| Habitantes | 392  | 410  | 362  | 302  | 297  |

## Comunicaciones

### Transporte público
En autobús ―guagua― queda conectado mediante las siguientes líneas de TITSA:
| Línea | Trayecto                        | Recorrido     |
| ----- | ------------------------------- | ------------- |
| 355   | Buenavista-Masca-Valle Santiago | Horario/Línea |

## Lugares de interés
- Albergue de Bolico